# Теофіль Тільман
Теофіль Александр Тільман (фр. Théophile Alexandre Tilmant; 9 серпня 1799, Валансьєнн, Франція — 7 травня 1878, Аньєр-сюр-Сен, Франція) —  французький  скрипаль і диригент.
Учень  Родольфа Крейцера. Грав на скрипці в оркестрі паризької Опери з 1824 і в  Оркестрі концертного суспільства Паризької консерваторії з моменту його створення — 1828 року. На початку 1830-х років керував оркестром паризької Музичної гімназії. У 1849 - 1868 роках — головний диригент Опера-комік, а в 1860 - 1863 роках також і Оркестру концертного товариства Паризької консерваторії. Диригував прем'єрами декількох популярних опер та балетів, у тому числі « Дон Паскуале»  Доніцетті (3 січня 1843) і «Міньйон»  Амбруаза Тома (17 листопада 1866).
Молодший брат Тільмана, Александр Тільман-молодший(1808—1880), грав в Оркестрі концертного суспільства Паризької консерваторії і в 1850 - 1877 роках в оркестрі Паризької опери на віолончелі. Крім того, в 1833 - 1849 роках брати разом виступали у складі струнного квартету.